# Bonifacio Da Ponte
Bonifacio Da Ponte (Venezia, 22 aprile 1726 – Capodistria, 6 gennaio 1810) è stato un vescovo cattolico italiano.

## Biografia
Nacque a Venezia dalla famiglia patrizia dei Da Ponte, che aveva dato alla Repubblica un doge.
Entrato giovanissimo nella Congregazione dei Camaldolesi, il 1º marzo 1749 fu ordinato sacerdote.
Fu nominato vescovo di Capodistria il 15 luglio 1776, ricevendo la consacrazione episcopale il 21 luglio successivo dalle mani del cardinale Carlo Rezzonico. Fu l'ultimo prelato a ricoprire questa sede vescovile: alla sua morte, infatti, la diocesi di Capodistria rimase vacante per diciott'anni, per poi essere unita alla sede di Trieste fino al 1977, anno in cui tornò indipendente.
Morì a Capodistria il 6 gennaio 1810, all'età di 83 anni.

## Genealogia episcopale
La genealogia episcopale è:
- Cardinale Scipione Rebiba
- Cardinale Giulio Antonio Santori
- Cardinale Girolamo Bernerio, O.P.
- Arcivescovo Galeazzo Sanvitale
- Cardinale Ludovico Ludovisi
- Cardinale Luigi Caetani
- Cardinale Ulderico Carpegna
- Cardinale Paluzzo Paluzzi Altieri degli Albertoni
- Papa Benedetto XIII
- Papa Benedetto XIV
- Papa Clemente XIII
- Cardinale Giovanni Francesco Albani
- Cardinale Carlo Rezzonico
- Vescovo Bonifacio Da Ponte, O.S.B.Cam.